# Rio Febrian
Rio Febrian (nacido en Yakarta, el 25 de febrero de 1981) es un cantante indonesio, consagrado como cantante masculino en el mundo de la música country, ha publicado varios álbumes y ha ganado varios logros desde que era un adolescente hasta la fecha. También ha organizado una gira de conciertos en su país de origen y en el extranjero.

## Álbumes
- Nada Kasih - Single Duet Dengan Erra Fazira (2000)
- Rio Febrian (2001)
- Ku Ada Disini (2004)
- Salahi Aku Kujatuh Cinta Lagi (Single Kolaborasi Dengan Yovie Widianto)
- Rio F3brian (2006)
- Aku Bertahan (2009)
- Bukanlah Shalawat (2011)